# Gin

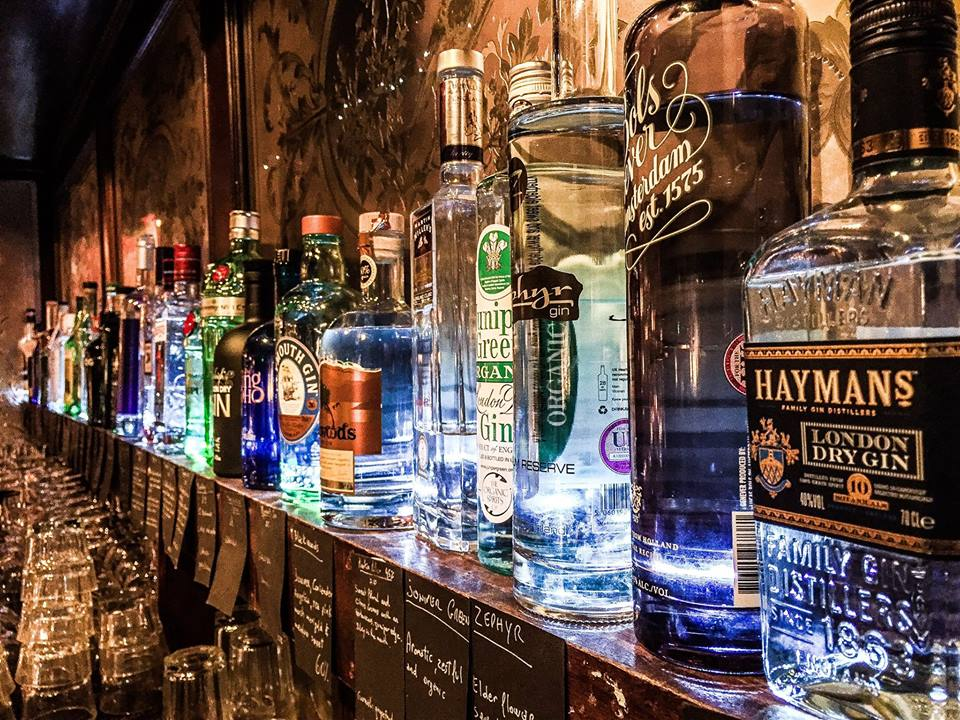
Auswahl von Gin-Flaschen verschiedener Hersteller

Gin (von altfranzösisch gene(i)vre ‚Wacholder‘) ist eine meist farblose Spirituose mit Wacholder (Wacholderschnaps) und Hauptbestandteil vieler Cocktails, wie des Martini, des Negroni und des Longdrinks Gin Tonic.

## Herstellung

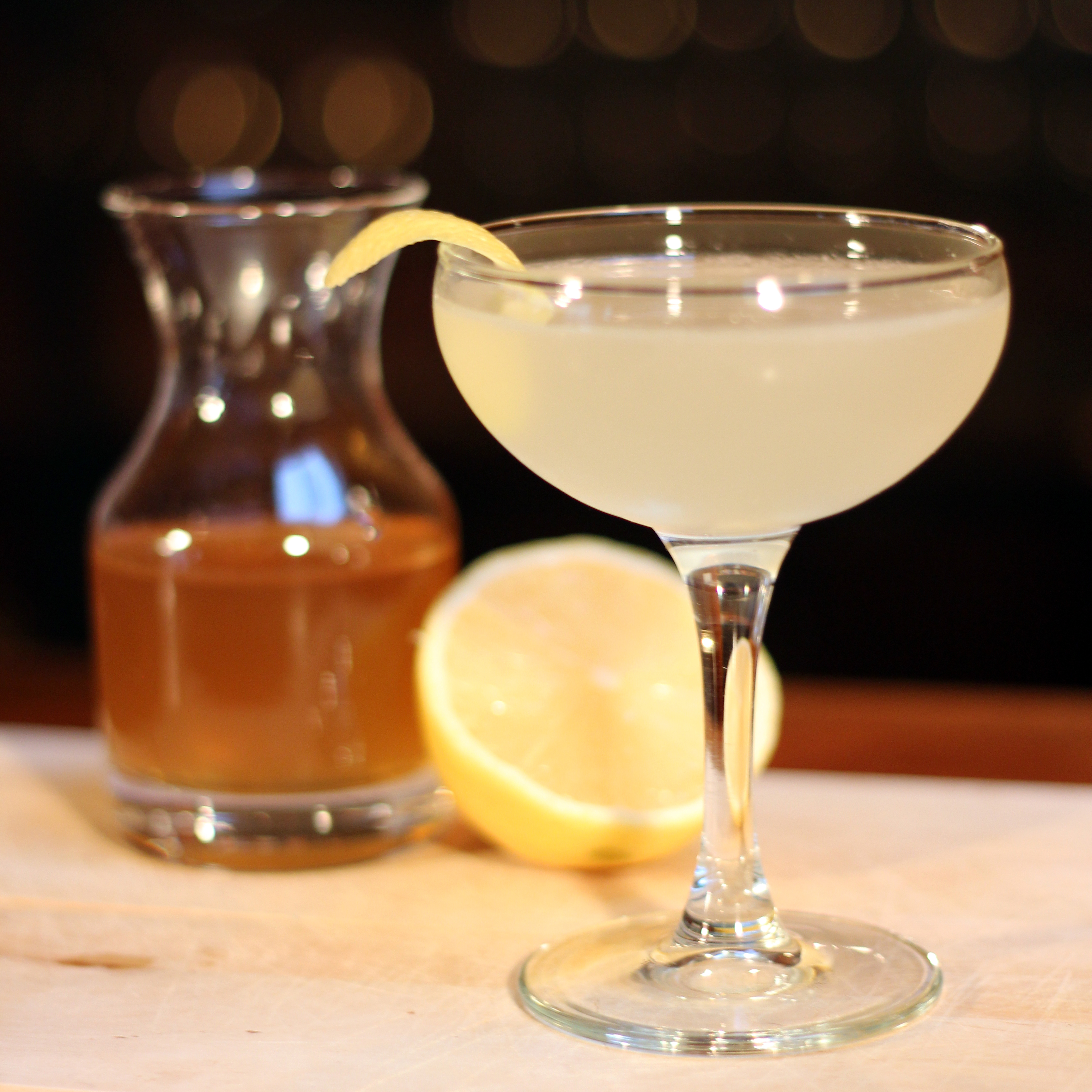
Ein Bee’s-Knees-Cocktail mit Gin, Honig und Zitronensaft

Der Agraralkohol für die Herstellung von Gin wird aus beliebigen kohlenhydrathaltigen Ausgangsstoffen gebrannt, meist Getreide oder Melasse. Gin erhält seinen charakteristischen Geschmack aus der Aromatisierung mit Gewürzen, darunter vor allem Wacholderbeeren und Koriander.
Der Name leitet sich indirekt vom lateinischen Namen des Wacholders juniperus ab, wobei manchmal die auf Englisch so genannten juniper berries als Namensgeber genannt werden, meist aber das niederländische Vorläufergetränk Genever.
Weitere Bestandteile wechseln von Hersteller zu Hersteller, beispielsweise Ingwer, Muskat, Orangenschalen (Flavedo) oder Paradiesapfel-Kerne (Calville-Äpfel). Insgesamt können bei der Gin-Herstellung etwa 120 verschiedene Zutaten als Aromen und Wirkstoffe zum Einsatz kommen.
Die Aromatisierung kann sowohl während der Destillation als auch nachträglich geschehen. Es gibt je nach Aromaträger zwei übliche Destillationsverfahren, die nebeneinander oder gleichzeitig angewendet werden: Entweder werden die Alkoholdämpfe direkt über die Gewürze geleitet und nehmen dabei die Aromen mit oder die Gewürze werden in den Rohalkohol eingelegt und mit diesem destilliert (Mazeration).
In der Europäischen Union und der Schweiz muss Gin einen Alkoholgehalt von mindestens 37,5 Volumenprozent besitzen.

## Geschichte
Die ältesten Quellen Mitte des 17. Jahrhunderts berichten vom Wacholderschnaps namens Genever des Arztes Franciscus Sylvius. Als Wilhelm III. von Oranien-Nassau 1689 den englischen Thron bestieg, brachte er den Genever aus seiner Heimat mit. Er stellte die Produktion von Wacholder-Schnaps steuerfrei und belegte gleichzeitig den Import französischer Alkoholika mit hohen Steuern. Auch englische Soldaten, die die Holländer im Holländisch-Spanischen Krieg unterstützten, brachten diesen Schnaps auf die Britische Insel, wo er den Namen Gin erhielt. Durch einen Erlass wurde 1690 festgelegt, dass der Gin nur aus englischem Getreide produziert werden darf. 1697 wird erstmals schriftlich eine Gin-Destillerie in England in einem ehemaligen Kloster in Plymouth erwähnt.
Ab 1769 produzierte die Gordon Co. im Norden Londons einen in der Britischen Marine verbreiteten dreifach gebrannten Gin. Zu dieser Zeit destillierte man in England viele raue, harte Brände mit wechselndem Alkoholgehalt unter der Bezeichnung Gin. Als durch die großen Anbaugebiete in Nordamerika die Anbaufläche für Getreide größer wurde und damit auch der Preis sank, wurde es auch günstiger, Alkohol zu produzieren. Der billige und hochprozentige Gin wurde vor allem in den unteren Gesellschaftsschichten sehr beliebt, da ein Rauschzustand schon nach wenigen Drinks eintrat. Der Ginkonsum stieg so stark an, dass die Regierung sich gezwungen sah, im Zuge der Gin-Krise einzugreifen. Durch hohe Steuern und verschärfte Qualitätskontrolle sollte Gin für die unteren Schichten künstlich verteuert werden.
1791 regulierte der sog. Gin Act nicht nur Qualität und Herstellung, sondern brachte ihn in die Kreise der Oberschicht. An der Destillationsmethode und Rezeptur wurde innerhalb dieser Grenzen in den zahlreichen Destillerien im Londoner Bloomsbury-Viertel und im Vorort Finsbury während dieser Gin-Ära von vielen weiter getüftelt. Gerade in Finsbury mit seinem klaren Quellwasser entwickelte sich auch der London Dry Gin zwar nicht als Herkunftsbezeichnung (etwa für Gin aus London) doch aber als eine bestimmte Vierfach-Destillation in Kupferkesseln, mit der im Vergleich zum kontinentalen Genever ein besonders runder und trockener Geschmack der Spirituose erreicht wird.
Der Vorgänger ist der sogenannte Old Tom Gin, ein leicht gesüßter Gin, der im 18. und 19. Jahrhundert sehr populär war. Er eignet sich vor allem (aber nicht nur) zum Mixen von Longdrinks wie Tom Collins und kann als Verbindung zwischen Genever und dem London Dry Gin verstanden werden.

## Sorten
Gemäß der Verordnung (EU) 2019/787 gibt es die lebensmittelrechtlichen Kategorien Gin, Destillierter Gin und London (Dry) Gin. Darüber hinaus gibt es weitere Kategorien wie Old Tom Gin und fassgereiften Gin, die aber lebensmittelrechtlich nicht definiert sind. Kein Gin, sondern Wacholderspirituosen sind Genever und Steinhäger. Ebenfalls kein Gin, sondern ein Likör ist der im Englischen als Sloe Gin bezeichnete Schlehenlikör.

### London Gin
London Gin wird in der EU-Verordnung von 2008 zur Begriffsbestimmung, Bezeichnung, Aufmachung und Etikettierung von Spirituosen sowie zum Schutz geografischer Angaben für Spirituosen wie folgt definiert: London Gin ist ein destillierter Gin,
- der ausschließlich aus Ethylalkohol landwirtschaftlichen Ursprungs gewonnen, und
- dessen Aroma ausschließlich durch die erneute Destillation von Ethylalkohol in herkömmlichen Destilliergeräten unter Zusetzen aller verwendeten pflanzlichen Stoffe gewonnen wird, und
- dessen Gehalt an zugesetzten süßenden Erzeugnissen nicht mehr als 0,1 g Zucker je Liter des Fertigerzeugnisses betragen darf, und
- der keine zugesetzten Farbstoffe enthalten darf.

London Gin darf neben den pflanzlichen Stoffen keine anderen zugesetzten Zutaten außer Wasser enthalten. Der Mindestalkoholgehalt von London Gin beträgt 37,5 % vol. Die Bezeichnung London Gin kann durch den Begriff Dry ergänzt werden, wenn keinerlei süßende Erzeugnisse zugesetzt werden.
- Tanqueray, ein sehr trockener und abgerundeter Gin einer 1830 gegründeten traditionell geführten Destillerie, die den Namen des Gründers Charles Tanqueray trägt. Die klassische Rezeptur wird in einer stumpfen grünen Flasche abgefüllt, deren Design einem englischen Hydranten nachempfunden ist. Neben dieser wird seit 2000 auch die No. Ten Abfüllung in einer schlanken nostalgischen Art-déco-Flasche angeboten. No. Ten ist der einzige Gin, der aus frischen Kräutern und Früchten in kleinen Kesseln gebrannt wird, um ein besonders intensives Aroma zu erreichen. Beide haben 47,3 % vol. Die Destillerie bot zwischenzeitlich auch eine Malacca 1839 Abfüllung an, eine nostalgische und rauere Rezeptur mit nur 40 % vol., die in der klassischen Hydrantenflasche abgefüllt wurde, jedoch aus klarem Glas und mit goldenem Verschluss. Die Produktion von Malacca wurde jedoch im Jahre 2004 wieder eingestellt und im Jahr 2018 wieder aufgenommen. Seit 2006 gibt es eine neue Abfüllung Tanqueray Rangpur, der kräftigere Gewürze und Rangpur-Früchte zugesetzt sind, sie ist leicht gesüßt.
- Bombay Sapphire als klassische Abfüllung (47 % vol.) ist ein Gin mit einem nicht allzu Wacholder-betonten Aroma und trocken-alkoholischem Geschmack. Zwischen 2004 und 2007 war auf dem deutschen Markt ausschließlich eine Abfüllung mit verringertem Alkoholgehalt (40 % vol.) erhältlich. Mittlerweile ist das Produkt wieder in beiden Abfüllungen erhältlich, wobei im Lebensmitteleinzelhandel in der Regel nur die 40-prozentige Variante angeboten wird.
- Beefeater Crown Jewel (dunkel-violette Flasche), der die normale Abfüllung mit seinem weichen Geschmack übertrifft, bietet eine starke Würze bei einem Alkoholgehalt von 50 % vol.
- Gordon’s, ein Gin mit großer Verbreitung im Supermarkthandel (37,5 % vol.). Seit Neuestem setzt der Hersteller auf Vielfalt und ein neues Aussehen. Neben dem Original (grüne Flasche) wurde zwischen 2004 und 2009 auch ein Distiller’s Cut (ungefärbte Flasche) mit ausgeprägteren Noten von Zitronengras und Ingwer angeboten[8]. Das Flaschendesign und die Typografie sind eine Rückkehr zur gemeinsamen Geschichte mit Tanqueray.

### Destillierter Gin
Bei destilliertem Gin müssen die verschiedenen pflanzlichen Zutaten vor der Destillation hinzugegeben worden sein.

### Dry Gin
Die Bezeichnung als Dry Gin besagt lediglich, dass das Fertigerzeugnis nicht mehr als 0,1 g Zucker je Liter beinhaltet. Ein London Gin ist immer ein Dry Gin und kann, wenn keinerlei süßende Erzeugnisse zugesetzt werden, auch als London Dry Gin bezeichnet werden.

### Andere
- Saffron Gin (40 % vol.) ist eine Abfüllung der Destillerie Gabriel Boudier in Dijon, die im Wesentlichen den britischen Verfahren folgt. Als Besonderheit lässt sich sagen, dass sie zitrusbetont und durch die Zugabe von Safran um ein zusätzliches Aroma erweitert ist. Nicht nur daher rührt jedoch die hellgoldene Farbe, zumindest in der in den USA verkauften Variante ist FD&C Yellow No. 5 als Färbemittel enthalten.[9][10]
- G’Vine ist der derzeit einzige auf Weingeist, einem durch Destillation von Wein gewonnenen Branntwein, basierende Gin.[11] Eine spezielle Aromakomponente besteht aus einem Mazerat der Blüten der Edlen Weinrebe. Durch seinen weinartigen Geschmack unterscheidet er sich deutlich von anderen Gin-Sorten.
- Old Tom Gin: Es handelt sich um eine Variante des Gin, der grundsätzlich leicht gesüßt ist
- Sloe Gin (deutsch: Schlehen-Gin), ist kein Gin, sondern ein Likör, der bislang nicht zwingend auf Gin basiert und mit Schlehenbeeren aromatisiert wird. Er ist im deutschsprachigen Raum als Schlehenlikör oder Schlehenfeuer bekannt. Mit dem neuen EU-Recht wird Sloe Gin auf Gin basieren müssen;[12] er ist dann nicht mehr mit Schlehenlikör gleichzusetzen.
- Machandel, ein von 1776 bis 1945 von der ursprünglich holländischen Mennoniten-Familie Stobbe in Tiegenhof (Nowy Dwór Gdański) bei Danzig hergestellter Wacholderschnaps.[13]
- Gin de Mahón, ist eine traditionelle Rezeptur aus dem frühen 17. Jahrhundert, welche noch heute von der Destilerías Xoriguer auf der Balearen-Insel Menorca in Maó gebrannt wird.[14] Seit 2010 ist Gin de Mahón als geografische Angabe geschützt. Für den Brennvorgang dürfen nur direkt befeuerte Brennkessel aus Kupfer verwendet werden, es dürfen weder Aromen, Zusatzstoffe noch künstliche Extrakte zugesetzt werden und der Alkoholgehalt muss zu mindestens 10 % aus Wein stammen.[15]

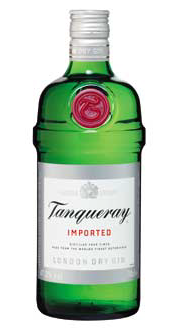
Tanqueray (classic proof)
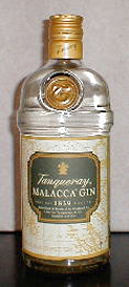
Tanqueray Malacca
Tanqueray No. Ten, Ausstattung vor 2017
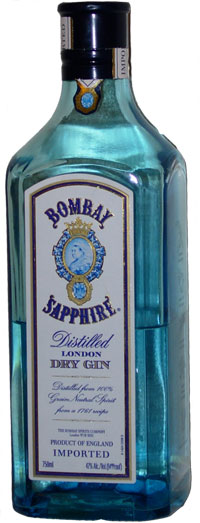
Bombay Sapphire alter Abfüllung
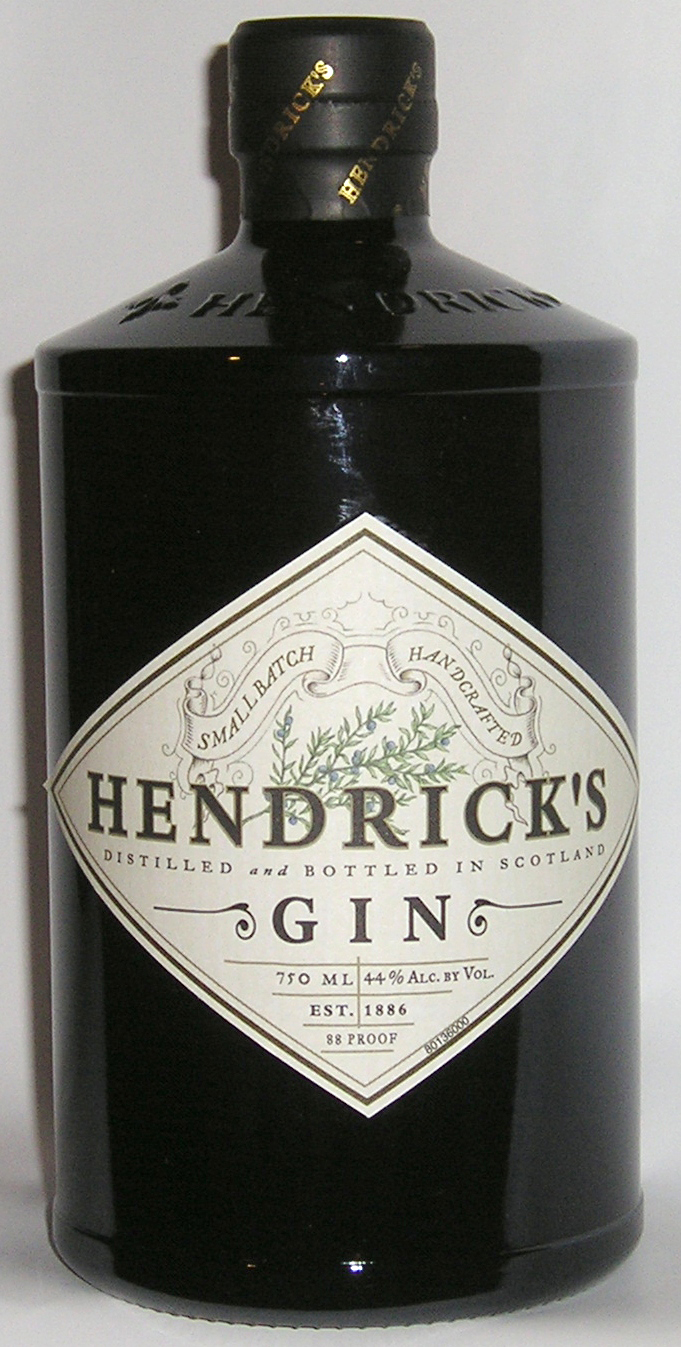
Hendrick’s Gin
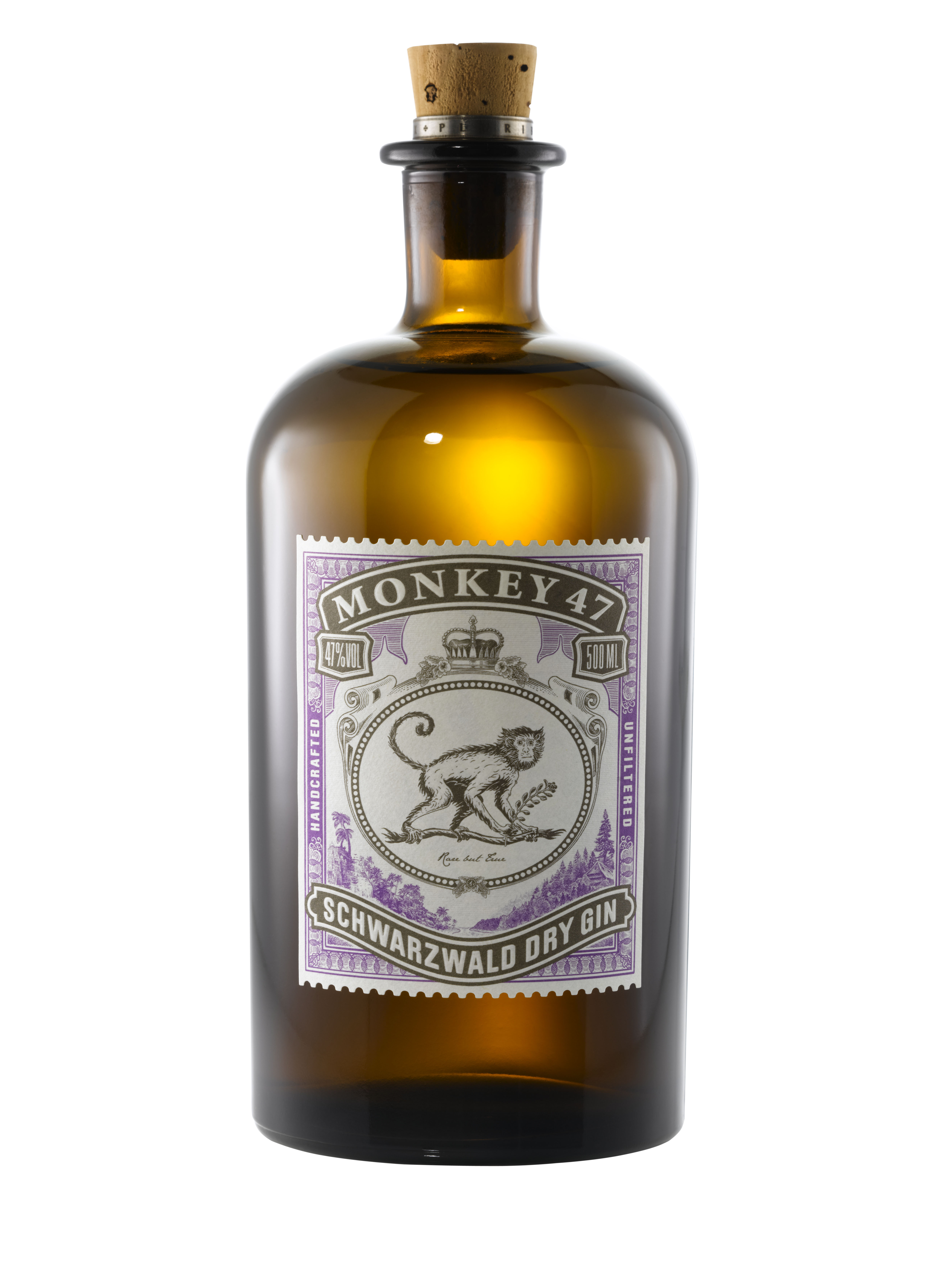
Monkey 47
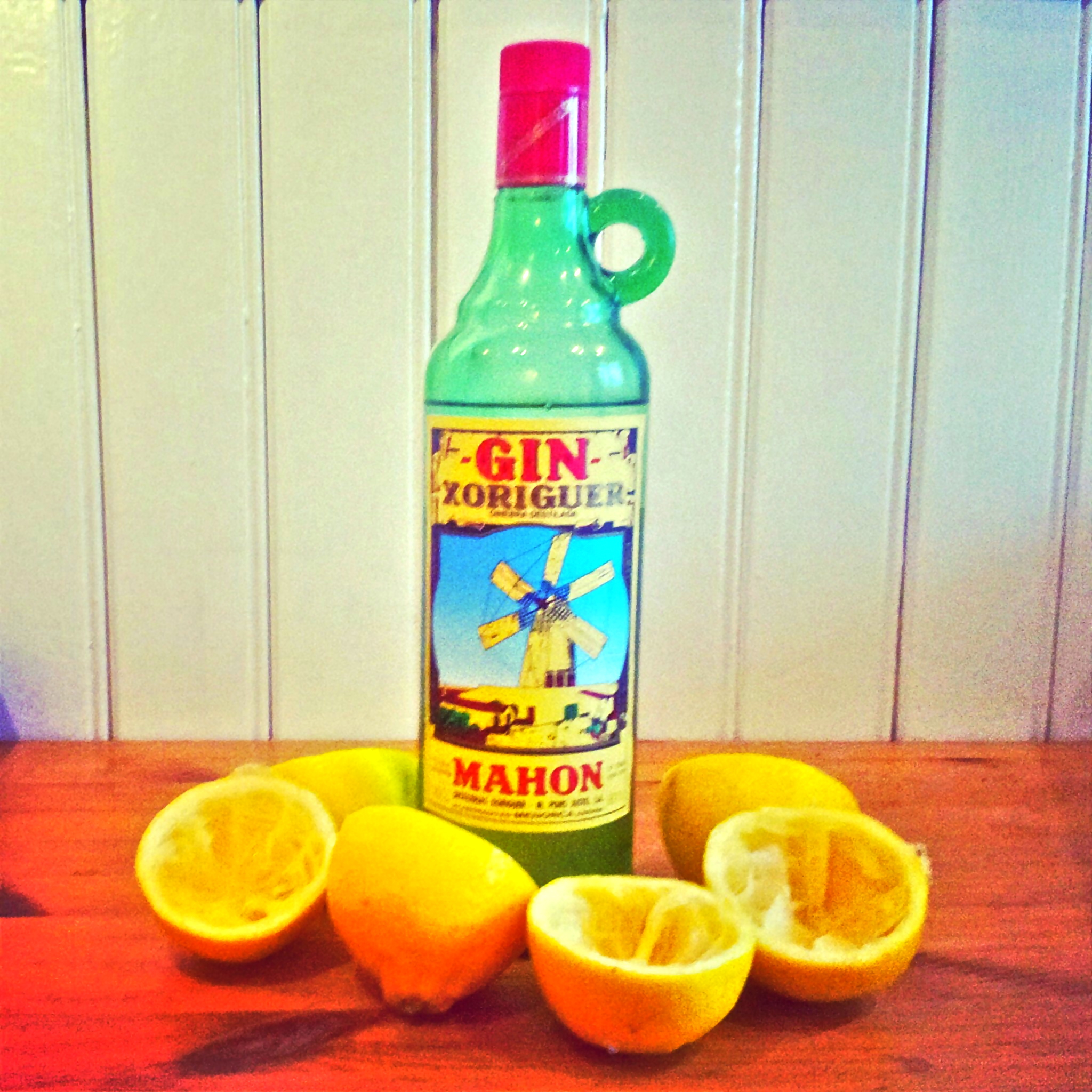
Gin Xoriguer (Menorca)
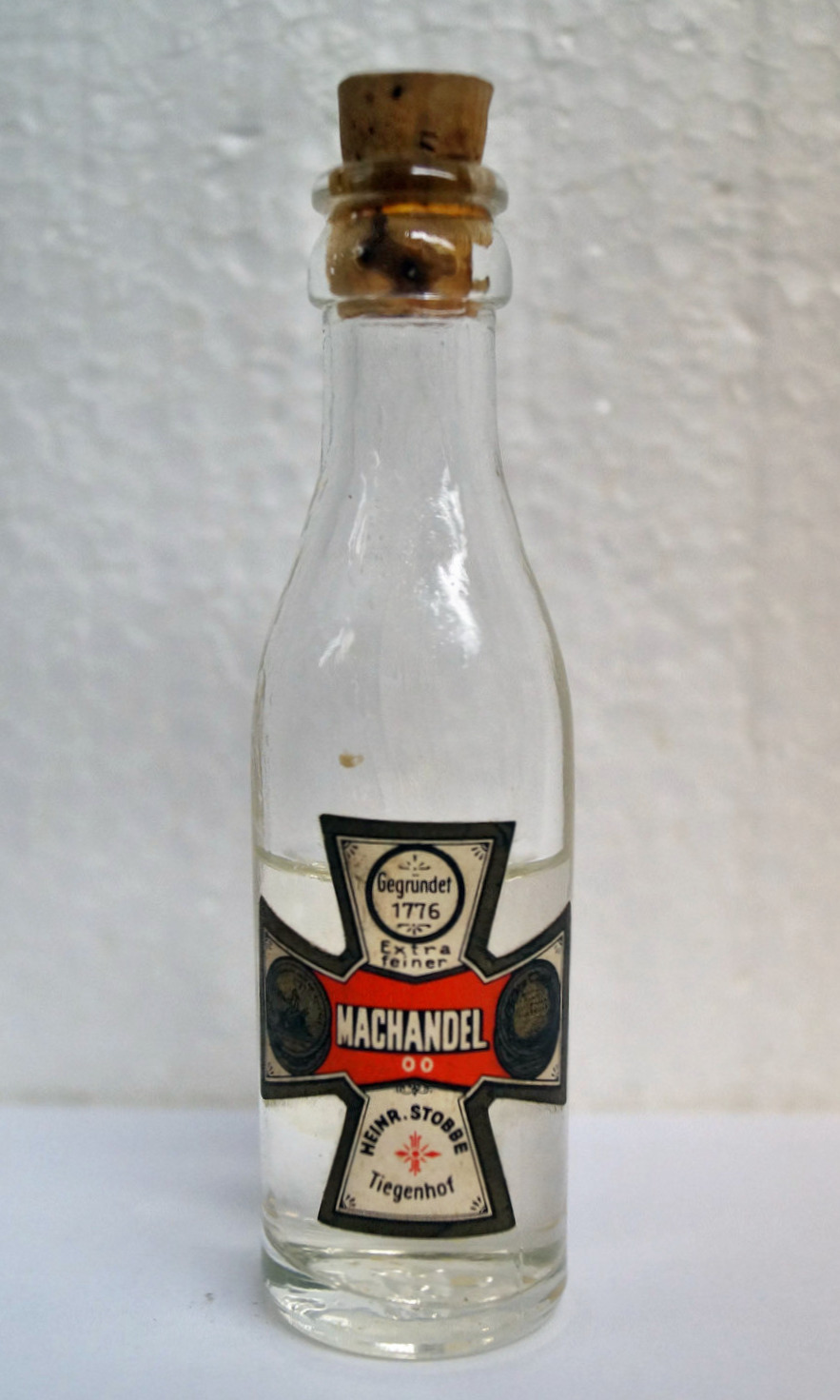
Machandel-Flasche (ca. 1940)
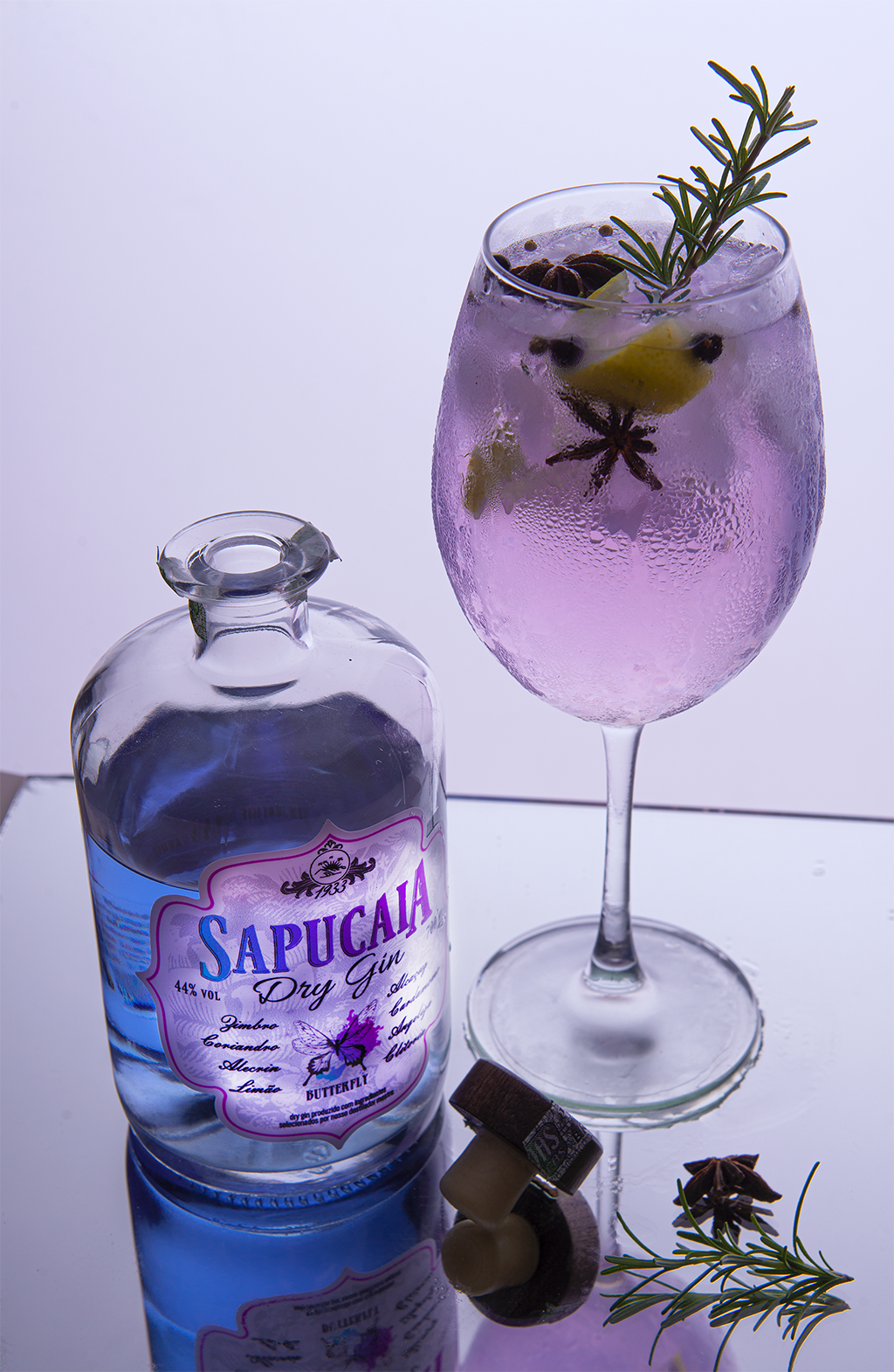
Brazilian Gin Sapucaia Butterfly – Clitoria ternatea

## Trivia
Das Kartenspiel Gin Rummy ist nach dem Getränk benannt: Elwood T. Baker, der Erfinder des Spiels, gab ihm diesen Namen, “in order to keep the liquor in the family” (um den Alkohol in der Familie zu behalten), da damals auch Kartenspiele namens Rum und Whiskey gespielt wurden.
Der teuerste Gin der Welt ist der Bombay Sapphire „Revelation“, der auf 5 Stück limitiert in handgefertigten und diamantenbesetzten Kristallglas-Flaschen abgefüllt für 200.000 € je Flasche versteigert wurde.